# Шевиот (Охајо)
Шевиот (енгл. Cheviot) град је у америчкој савезној држави Охајо.

## Демографија
По попису из 2010. године број становника је 8.375, што је 640 (-7,1%) становника мање него 2000. године.
| Група             | 2000.         | 2010.         |
| Белци             | 8.677 (96,3%) | 7.369 (88,0%) |
| Афроамериканци    | 71 (0,8%)     | 609 (7,3%)    |
| Азијати           | 56 (0,6%)     | 45 (0,5%)     |
| Хиспаноамериканци | 100 (1,1%)    | 170 (2,0%)    |
| Укупно            | 9.015         | 8.375         |